# Braintree (Essex)
Koordinaten: 51° 53′ N, 0° 33′ O
Braintree ist eine Mittelstadt von ungefähr 42.000 Einwohnern in Essex, England. Sie ist Hauptstadt des Distriktes Braintree.

## Geschichte

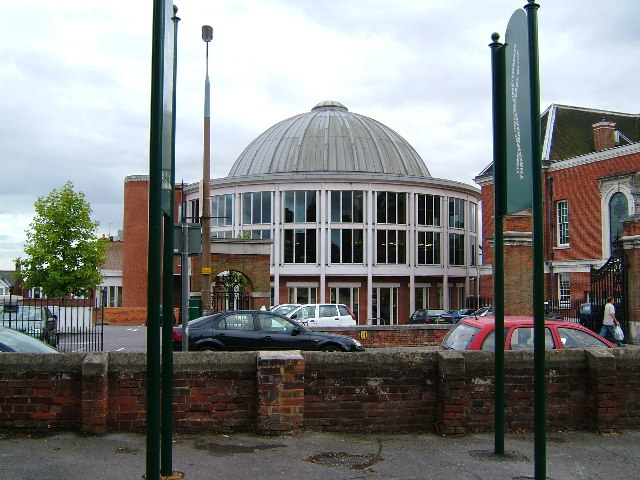
Bibliothek in Braintree

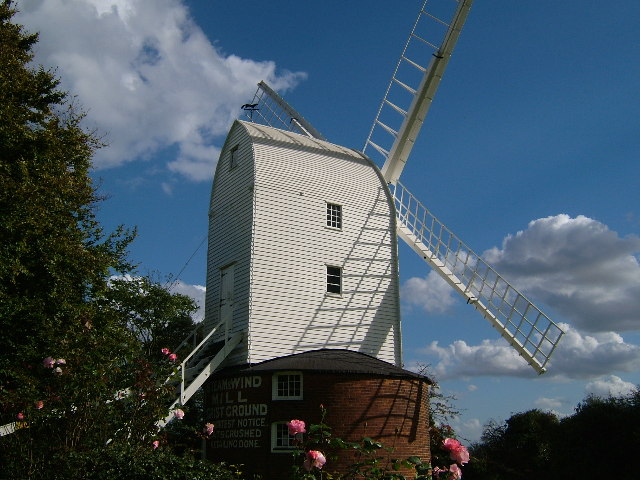
Bockmühle in Braintree

Die Herkunft des Namens von Braintree ist umstritten; einige Historiker sind der Meinung, dass die Stadt nach dem Fluss Brain benannt wurde, andere meinen, dass es genau umgekehrt sei.
Die Geschichte von Braintree begann vor ca. 4000 Jahren mit ersten Siedlungen in der Nähe des Flusses Brain in einem Gebiet, das heute Skitt Hill genannt wird. Zudem entstanden Siedlungen dort, wo sich heute die Schnellstraße A120 und die Nord-Süd-Route von London zur Ostküste kreuzen.
Es war die Durchfahrtsstraße, die Braintree und ihr angrenzendes Nachbargebiet Bocking zu einer Kleinstadt heranwachsen ließ. Pilger auf ihrem Weg nach Walsingham und Bury St. Edmunds durchquerten die Region und ließen sich auf ihrer Reise in den florierenden Gasthäusern der Ortschaft nieder. 1199 verlas der Bischof von London einen Freibrief zur Gründung eines Marktplatzes im Zentrum der Stadt. Die Stadt hatte nun das Recht, einen Wochenmarkt zu veranstalten, was Händler aus der ganzen Region anzog und Braintree zur wirtschaftlich wichtigsten Gemeinde der Umgebung erhob.
Flämisch-protestantische Einwanderer brachten im 16. Jahrhundert die Kunst der Wollverarbeitung in die Stadt. Die ehemals beliebten Gasthäuser wurden zu lukrativen Spinnereien umfunktioniert. Die lokale Wollverarbeitung machte die Stadt auch überregional bekannt und brachte ihr Reichtum.
Als im 17. Jahrhundert religiöse Intoleranz und finanzielle Mühsal zunehmend das Alltagsbild prägten, entschlossen sich viele Menschen in Essex und auch eine Gruppe aus Braintree, in die Neue Welt umzusiedeln. 1632 segelten sie auf der „Lyon“ nach Amerika und gründeten dort zwei neue Ortschaften namens Braintree, Massachusetts und Hartford, Connecticut.
Nur ein paar Jahre später litt auch die Bevölkerung von Braintree unter der großen Pest von 1665, die die Bevölkerungszahl um 865 auf 2300 Menschen reduzierte. Doch durch den Erfolg der Wollindustrie konnte sich Braintree wirtschaftlich wieder stabilisieren und wuchs bis ins 19. Jahrhundert stetig an.
Im 19. Jahrhundert wurde die Wollverarbeitung von der Seidenindustrie abgelöst. George Courtauld gründete 1908 die erste Seidenfabrik, mit der die Epoche der Industrialisierung in der Stadt begann. 1880 arbeiteten – bei einer Gesamtbevölkerung von 8500 Einwohnern – 1300 zum größten Teil weibliche Lohnarbeiter in der Textilfabrik.
Durch eine florierende Agrikultur, den Bau einer Getreidebörse 1839 und den Bau einer Eisenbahnverbindung 1848 wuchs Braintree zu einem wirtschaftlich attraktiven Gebiet heran. Angezogen durch den wirtschaftlichen Boom entstand 1895 Warner & Son, ein kleineres Unternehmen, das sich auf handgefertigte Wollfabrikate spezialisierte. Zu seinen Kunden zählten neben wohlhabenden Bürgerlichen auch die königliche Familie Englands. Noch heute können Erinnerungen dieser Zeit im Warners-Textilmuseum inspiziert werden.
Anfang des 20. Jahrhunderts begann auch die Metallindustrie sich vor Ort zu entwickeln. Das Unternehmen Critalls, spezialisiert auf die Fabrikation von metallgerahmten Fenstern, entwickelte sich zu einem der weltweit größten seiner Art. Als ein weiteres Erfolgsbeispiel Braintrees ist die Gießerei Lake & Elliot (1896) zu nennen, die von einem Fahrradzubehörvertrieb zu einer wohlhabenden Großgießerei heranwuchs.
Die Metallindustrie dominierte noch bis ins 20. Jahrhundert die Wirtschaft in Braintree. So belieferte die Stadt im Zweiten Weltkrieg die britische Armee mit Munition. Mit dem Abschluss des Zweiten Weltkriegs neigte sich auch die Ära der Metallindustrie in Braintree zu ihrem Ende.
Noch heute profitiert die Stadt von den wohlhabenden Zeiten der Textilindustrie. Zahlreiche Gebäude, die durch die Familie Courtauld errichtet wurden, schmücken die Altstadt. Zu ihnen zählen das Rathaus, die alte Schule, die heute als Museum genutzt wird, das Krankenhaus und der Stadtgarten, den Sydney Courtauld 1888 errichten ließ.

## Geographie
Braintree liegt in Nordessex ungefähr 60 km von London entfernt. Es liegt 46 m über dem Meeresspiegel. Zwei Flüsse fließen durch Braintree: „Pods Brook“ entspringt im Westen der Stadt und bildet eine natürliche Grenze zwischen Braintree und dem Nachbardorf Rayne; in Braintree wird er dann zum Fluss „Brain“. Der Fluss „Pant“ (oder Blackwater) verläuft durch den Norden Bocking (Essex) und verlässt im Osten die Stadt. Der Fluss Brain fließt schließlich in der Nähe von Witham in die Blackwater.

## Verkehr
Braintree hat zwei Bahnhöfe (Braintree Stadt und Freeport) mit einer stündlichen Zugverbindung nach/von London bzw. Colchester. Nach Nordessex führen nur Buslinien. Die Bahnlinie Colne Valley wurde 1963 eingestellt und abgebaut; heute besteht dort nur noch eine kurze Museumsbahnstrecke mit Dampflokbetrieb.

## Söhne und Töchter der Stadt
- John Ray (1627–1705), Theologe, Altphilologe und Naturforscher
- James Challis (1803–1882), Astronom
- Evelyn Henry Wood (1838–1919), Offizier
- Katharine O’Shea (1845–1921), Ehefrau des irischen Nationalistenführers Charles Stewart Parnell
- Edward Bawden (1903–1989), Maler, Grafiker, Illustrator und Designer
- Stanley Dance (1910–1999), Musikkritiker und Autor
- Liam Howlett (* 1971), Begründer der Band The Prodigy
- Jay McAllister (* 1980), Folk-Sänger